# مسجد السيد محمود
جامع السيد محمود هو جامع ومزار شيعي اثني عشري سابق كان يقع في تلعفر بمحافظة نينوى في العراق. أُسس المجمع في عام 1998 ودُمر في عام 2014 على يد تنظيم الدولة الإسلامية (داعش). كان ضريح السيد محمود يقع تحت القبة الخضراء للمسجد.

## التدمير
في العقد الثاني من القرن 21، ظهر تنظيم الدولة الإسلامية في العراق والشام الجهادي السلفي، وقد كان يرى التنظيم أن الخطر الحقيقي يقبع ممّن يخالفهم العقيدة من الداخل الإسلامي، فكان الشيعة على أوائل قوائمهم، وتصيّدوا مساجد ومزارات الشيعة فوصلوا للأقليات فبلغ ذروته في الفترة 2014-2018، وفي عام 2014 وكجزء من خطة لتدمير الأضرحة التاريخية الشيعية في كل العالم الإسلامي، استهدفوا مزارات تلعفر وسنجار والموصل ونينوى. وزُرعَت عبوات ناسفة في القبر، ما أدى إلى تدمير القبة الخضراء والضريح الذي تحتها بشكل كامل، وتضرر عدد من القبور في المقبرة المجاورة للضريح.

## طالع أيضًا

ضريح المحمود داخل المسجد تحت القبة الخضراء.

- مواضيع مرتبطة
  - الإسلام في العراق
  - قائمة المساجد في العراق
- حوادث تفجير أخرى لداعش
  - تفجير القديح 2015
  - تفجير العنود 2015
  - إطلاق النار في سيهات 2015
  - تفجير مسجد الرضا 2016